# Teratoppia brevipectinata
Teratoppia brevipectinata är en kvalsterart som beskrevs av Balogh och Sandór Mahunka 1978. Teratoppia brevipectinata ingår i släktet Teratoppia och familjen Teratoppiidae. Inga underarter finns listade i Catalogue of Life.